# Torre Reloj de Pisagua
La Torre Reloj de Pisagua es una torre ubicada en Pisagua, comuna de Huara, Provincia del Tamarugal, Región de Tarapacá, Chile. Fue declarada Monumento Nacional de Chile, en la categoría de Monumento Histórico, mediante el Decreto Supremo n.º 746 del 5 de octubre de 1977.

## Historia
La Torre Reloj de Pisagua fue construida en el 1887, mismo año en qué reemplazó a un monolito tipo obelisco para continuar con la tradición de Gran Bretaña, muy presente en la época del auge del salitre. Este obelisco se encontraba en el único promontorio existente en la zona urbana, y había sido levantado en honor a los muertos durante la Batalla de Pisagua, acción bélica ocurrida en el marco de la Guerra del Pacífico. Los restos óseos de los fallecidos fueron colocados en un osario en la base del monolito, el cual fue fabricado con bloques de yeso, en mampostería.
Entre inicios y mediados de 2012, la Dirección Regional de Arquitectura del Ministerio de Obras Públicas de Chile realizó un proyecto para restaurar este monumento junto con el Teatro Municipal de Pisagua, cuyo diseño de recuperación finalizó en marzo de 2013.

## Descripción
La torre tiene doce metros de altura, está fabricada con madera y se erige encima del pedestal del obelisco al que sustituyó.
Tiene un estilo neoclásico y se puede divisar a distancia, como un faro. Cuenta con tres niveles escalonados: en el primero hay un balcón, en el segundo se encuentran cuatro ventanas y en el tercero, la esfera del reloj.
Su estado de conservación es moderado, aunque la torre ha sufrido serios daños causados mayormente por la acción del tiempo, las condiciones ambientales del lugar y los sismos ocurridos en 1987, 2001 y 2005.

## Véase también

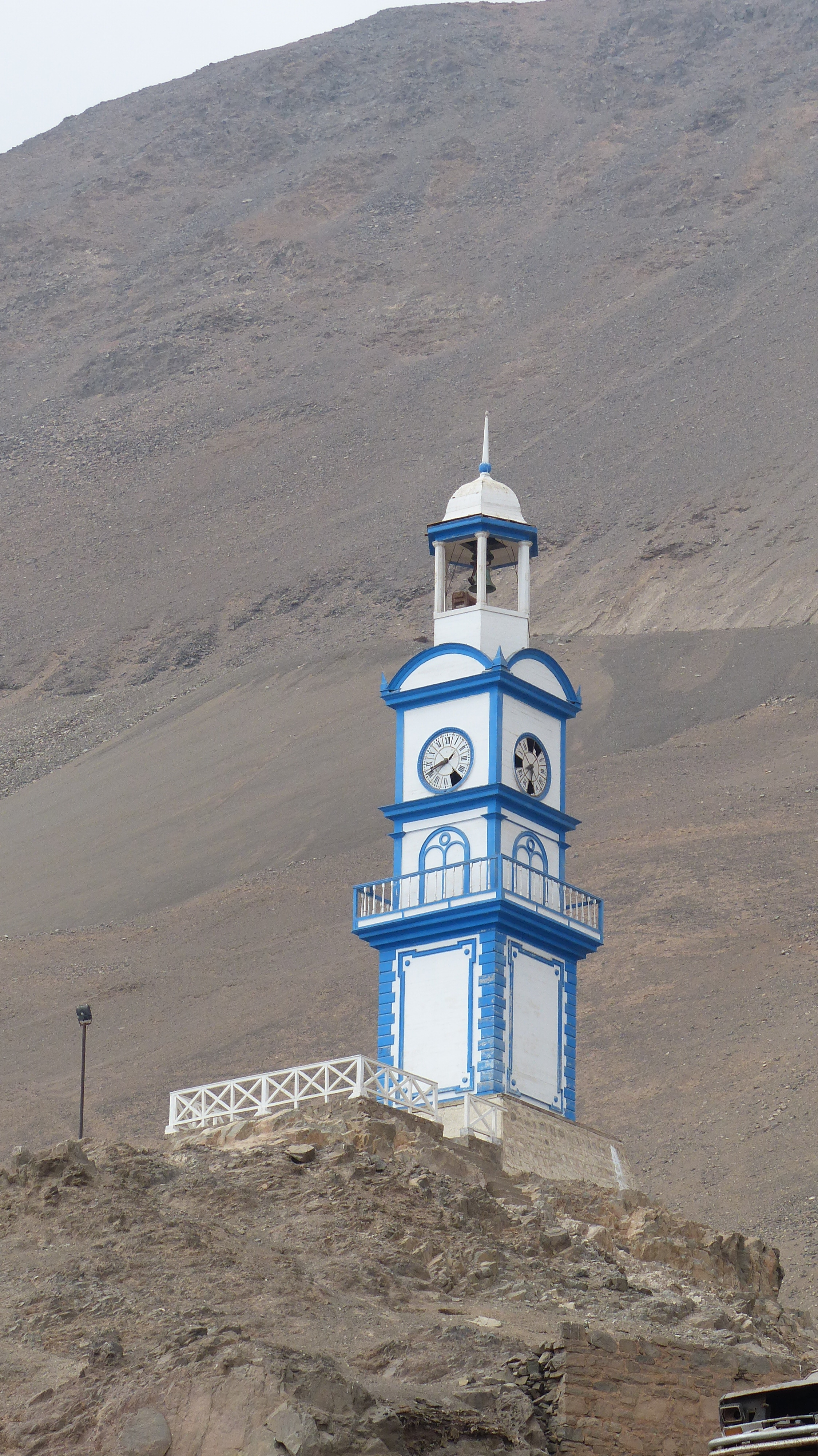
Imagen de la Torre Reloj de Pisagua a distancia.